# Ghrelin
Ghrelin er et peptidhormon, der udskilles fra celler i slimhinden i mavesækken hos mennesket.
Store mængder ghrelin frigives, når mavesækken er tom. Det påvirker hjernen og fremprovokerer en følelse af sult. Følelsen aftager, når man indtager mad, idet hormonproduktionen mindskes.
Ghrelin øger desuden udskillelsen af væksthormon.
Hormonet består af 28 aminosyrer og blev opdaget i 1999.